# KamAZ-53605
Der KamAZ-53605 (russisch КамАЗ-53605) ist ein Lastwagen aus der Produktion des KAMAZ-Werks in Nabereschnyje Tschelny. Er wurde ursprünglich als Kipper gebaut, heute jedoch auch als Fahrgestell für Spezialaufbauten angeboten.

## Fahrzeugbeschreibung

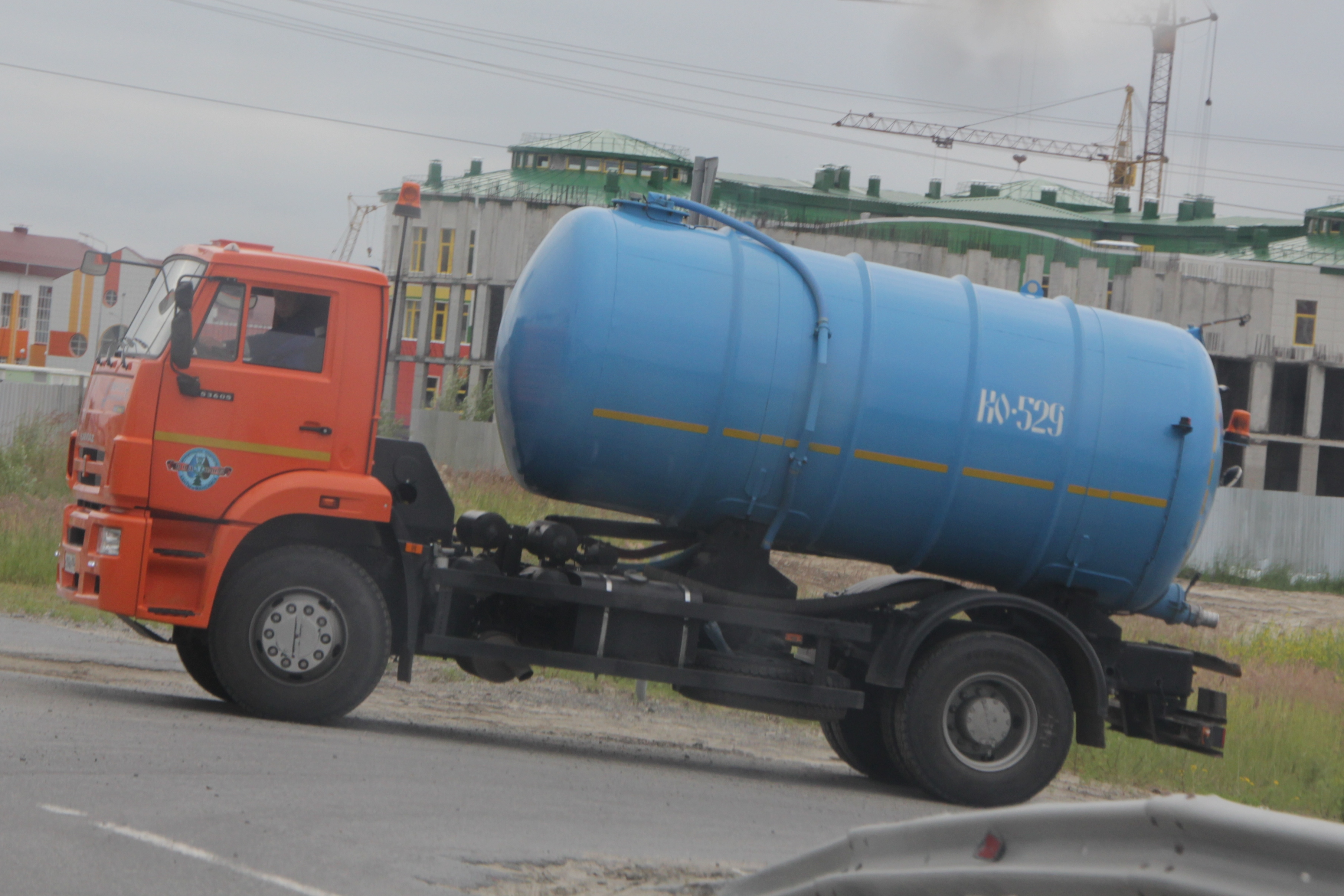
KamAZ-53605 mit Tankaufbau zur Abwasserentsorgung (2014)

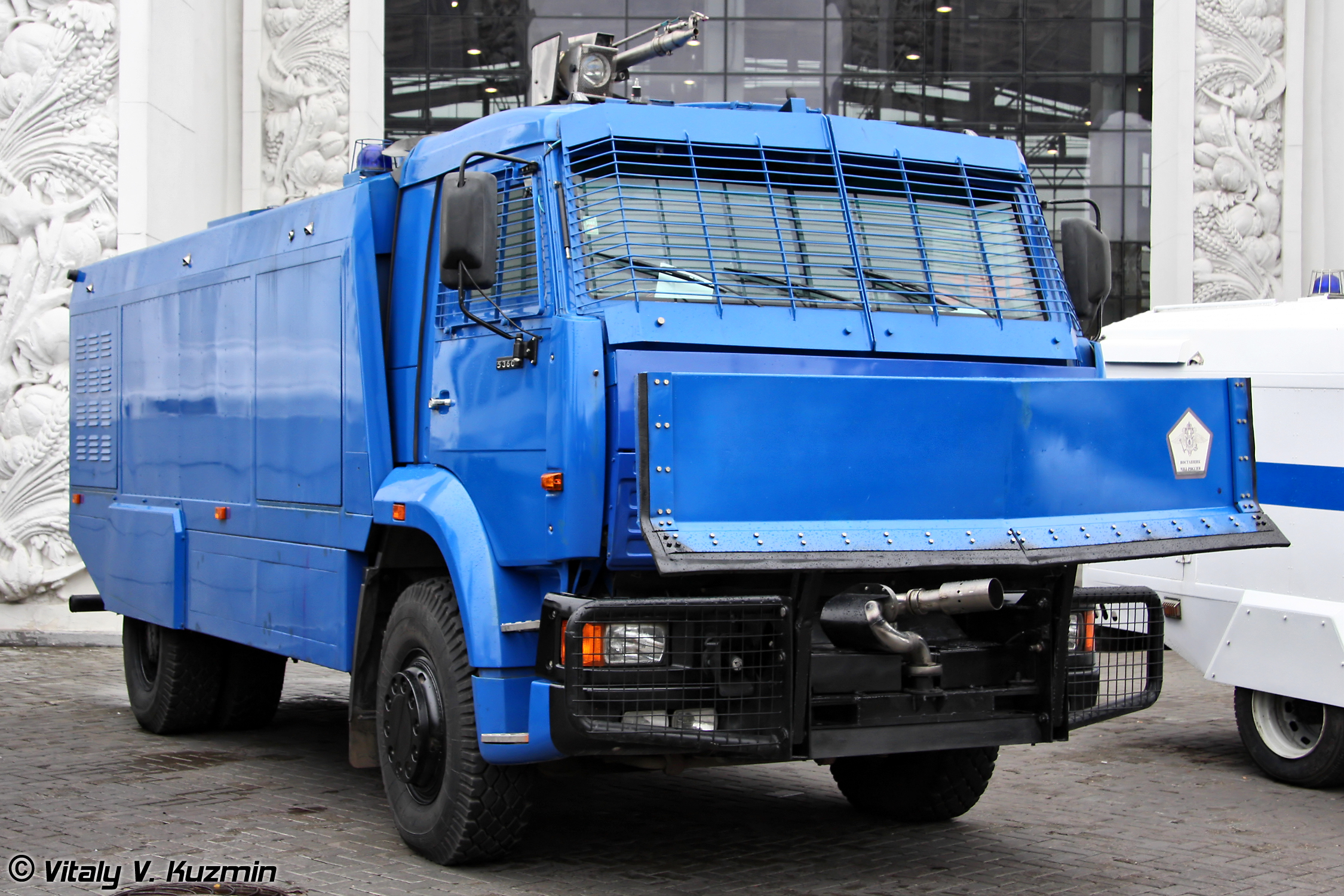
Wasserwerfer Schtorm auf Basis des KamAZ-53605 (2010)

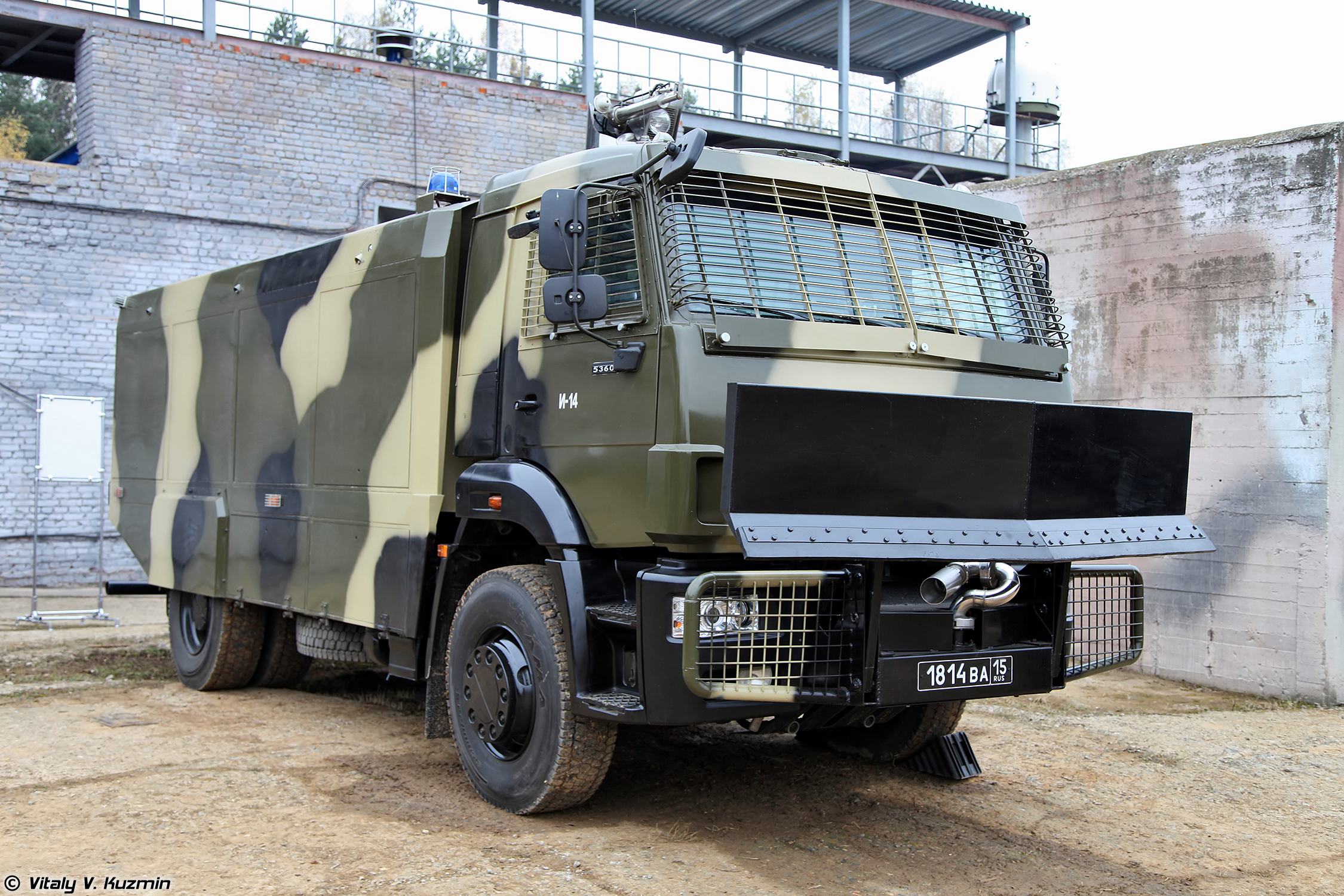
Gleiches Fahrzeug in militärischer Ausführung (2015)

Im Jahr 2005 stellte KAMAZ einen neuen zweiachsigen Baukipper vor. Bereits im September stand fest, dass das Fahrzeug in Serie gebaut werden würde. Der KamAZ-53605 ist oberhalb des KamAZ-43255 und unterhalb verschiedener dreiachsiger Fahrzeuge angesiedelt.
Ebenfalls bereits 2005 bot der Hersteller das Fahrzeug offiziell zum Kauf an. Mit Stand 2016 fertigt KAMAZ auch eine Version als Fahrgestell. Es wird typischerweise für Spezialaufbauten genutzt, darunter Kehrmaschinen und Tankfahrzeuge. Der Wasserwerfer „Schtorm“ (russisch Шторм), der auch militärisch verwendet wird, nutzt das Fahrgestell des KamAZ-53605 als Basis. Kipper werden noch immer produziert, jedoch stammt der Aufbau aus dem Neftekamski Awtosawod (kurz NefAZ). Allerdings vermarkten beide Unternehmen das Fahrzeug. KAMAZ vertreibt sowohl das Fahrgestell als auch den Kipper, NefAZ nur den Kipper. Das Neftekamski Awtosawod ist ein Tochterunternehmen von KAMAZ und baut schon seit den 1970er-Jahren Aufbauten für Muldenkipper.
Die verbaute Technik änderte sich im Laufe der Zeit, insbesondere die Motorisierung. Zu Beginn kamen unterschiedliche Motoren vom Typ KamAZ-740 zum Einsatz, die entweder 260 PS (191 kW) oder 280 PS (206 kW) leisten. bei beiden handelt es sich um V8-Turbodieselmotoren mit 10,85 Litern Hubraum. Die aktuelle Ausführung KamAZ-53605-A4 dagegen ist mit einem Reihensechszylinder-Dieselmotor von Cummins Engine ausgestattet, der nur noch 6,7 Liter Hubraum hat, dafür aber 298 PS (219 kW) leistet. Zudem wird ein Getriebe von ZF Friedrichshafen verbaut.
Die zulässige Anhängelast des Lkw liegt bei 14 Tonnen. Bei technisch zulässigem Gesamtgewicht ergibt sich somit ein Gewicht des Zugs von 34,5 Tonnen. Dieses Gewicht ist im Straßenverkehr häufig nicht realisierbar, da Einschränkungen bei den Achslasten gelten oder andere Gewichtsbeschränkungen für zweiachsige Fahrzeuge greifen. So ist in Deutschland, wie auch vielen anderen europäischen Staaten, das zulässige Gesamtgewicht eines Lastwagens mit zwei Achsen auf 18 Tonnen begrenzt.

## Technische Daten
Die hier aufgeführten Daten gelten für Fahrgestelle vom Typ KamAZ-53605, wie sie von KAMAZ mit Stand 2016 angeboten wurden. Über die Bauzeit hinweg und aufgrund verschiedener Modifikationen an den Fahrzeugen können einzelne Werte leicht schwanken.
- Motor: Viertakt-R6-Dieselmotor mit Turbolader
- Motortyp: Cummins ISB6.7e4 300
- Leistung: 298 PS (219 kW)
- Drehmoment: 1097 Nm
- Hubraum: 6,7 l
- Verdichtung: 17,3:1
- Abgasnorm: EURO 4
- Getriebe: manuelle Neungang-Schaltgetriebe
- Getriebetyp: ZF 9S1310
- Kupplung: mechanische Einscheibenkupplung
- Höchstgeschwindigkeit: 90 km/h
- Tankinhalt: 210 oder 350 l
- Bremssystem: pneumatische Betriebsbremse an beiden Achsen
- Bordspannung: 24 V
- Lichtmaschine: 28 V, 2000 W
- Batterie: 2 × 190 Ah, 12 V, in Reihe verschaltet
- Antriebsformel: 4×2

Abmessungen und Gewichte
- Länge: 6650 mm (7130 mm)
- Breite: 2500 mm
- Höhe: 2945 mm
- Radstand: 3950 mm (4200 mm)
- Wendekreis: 16 m
- Rahmenhöhe: 1130 mm
- maximale mögliche Aufbaulänge: 3990 mm (4670 mm)
- maximal befahrbare Steigung: 25 %
- Leergewicht: 6475 kg (6825 kg)
- Zuladung: 13.950 kg (13.600 kg)
- zulässiges Gesamtgewicht: 20.500 kg
- Achslast vorne: 7500 kg
- Achslast hinten: 13.000 kg

Die in Klammern angegebenen Werte gelten für das Modell mit langem Radstand. Die hintere Achslast von 13 Tonnen ist zwar technisch zulässig, wäre jedoch beispielsweise in Deutschland durch die Straßenverkehrsordnung auf 11,5 Tonnen begrenzt. Das vermindert auch das mögliche Gesamtgewicht des Lastwagens. Die Version als Kipper hat ein Ladevolumen von 6,5 Kubikmetern, die Mulde kann nur nach hinten entleert werden.